# هنري ك. لانديس
هنري ك. لانديس (بالإنجليزية: Henry K. Landis)‏ هو مصور أمريكي، ولد في 1865، وتوفي في 1955.